# Ivan Minárik
Ivan Minárik (* 18. října 1959) je bývalý slovenský fotbalový záložník.

## Fotbalová kariéra
V československé lize hrál za Jednotu Trenčín. Nastoupil ve 3 ligových utkáních, gól nedal.

## Ligová bilance
| Ročník                                      | Zápasy | Góly | Minuty | Klub            |
| ------------------------------------------- | ------ | ---- | ------ | --------------- |
| 1. československá fotbalová liga 1977/78    | 1      | 0    | 45     | Jednota Trenčín |
| 1. československá fotbalová liga 1979/80    | 2      | 0    | 51     | Jednota Trenčín |
| 1. slovenská národní fotbalová liga 1982/83 | 6      | 0    | –      | Jednota Trenčín |
| CELKEM 1. liga                              | 3      | 0    | 96     |                 |